# Lilla Idesjö
Lilla Idesjö är en sjö i Kungsbacka kommun i Halland och ingår i Viskan-Rolfsåns kustområde.